# 卡伊莎·奥隆格伦
卡琳·希尔杜尔·“卡伊莎”·奥隆格伦（Karin Hildur "Kajsa" Ollongren，荷蘭語發音：[ˈkɑisaː ˈʔɔlɔŋgreːn] ⓘ，瑞典語發音：[ˈkâjsa ˈɔ̌lːɔnɡreːn] ⓘ；1967年5月28日—）是荷兰政治家，自2022年1月10日起担任荷兰国防部长。作为民主66的成员，她曾担任第三届吕特内阁的内政和王国关系部长和第二副总理（2017-2022年），并曾短暂担任阿姆斯特丹市长（2017年10月）。 